# Rebecca West

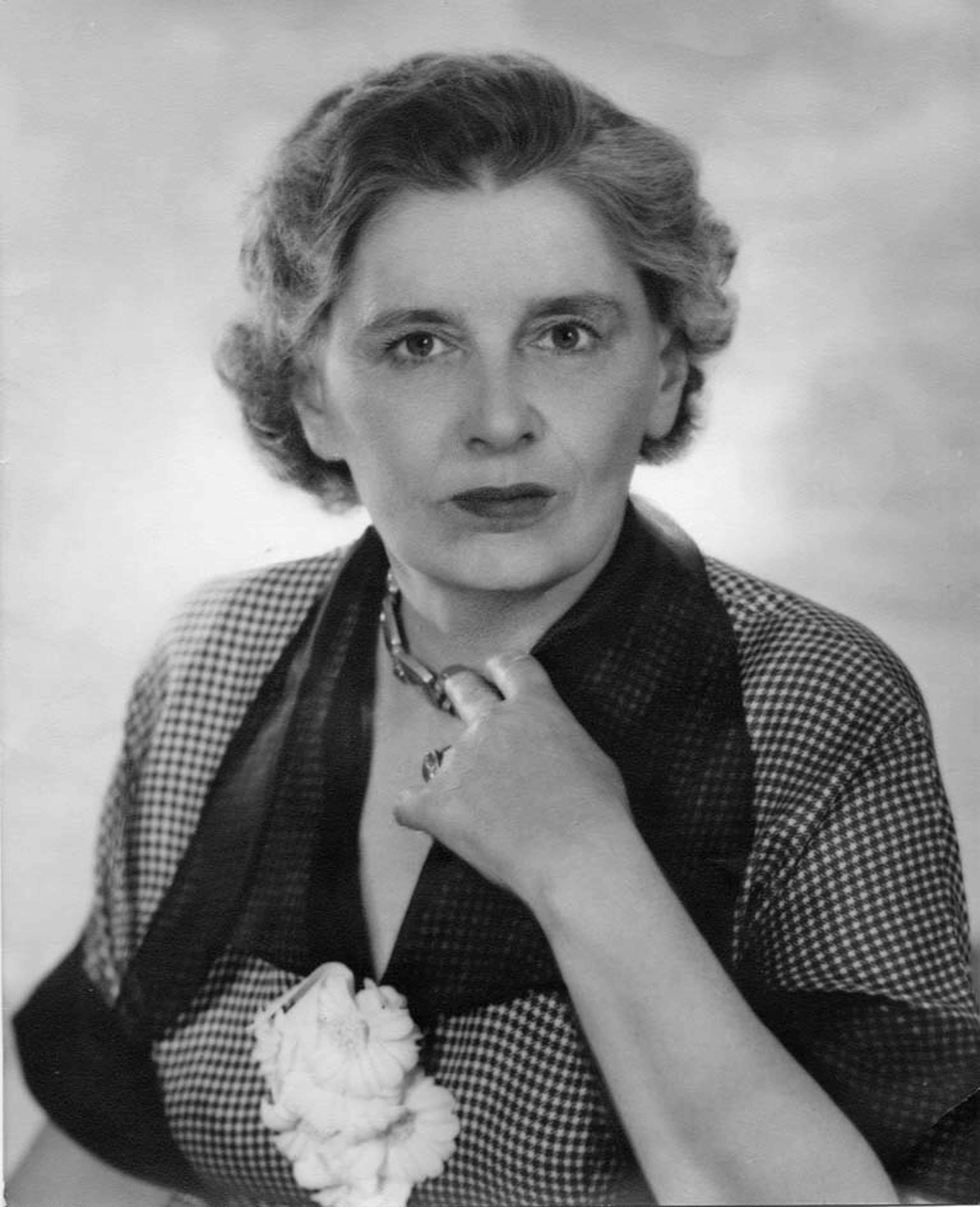
Rebecca West, foto Madame Yevonde

Dame Rebecca West, pseudoniem voor Cicily Isabel Fairfield (Londen, 21 december 1892 – Londen, 15 maart 1983) was een Brits schrijfster en journaliste.

## Leven en werk
West was de dochter van een gerenommeerd journalist van Ierse afkomst en een Schotse moeder. Ze groeide op in een intellectueel stimulerende omgeving, ging naar ‘college’ in Edinburgh en studeerde later aan de toneelacademie in Londen. Enige tijd was ze actrice (haar pseudoniem Rebecca West ontleende ze aan de heldin uit Henrik Ibsens drama Rosmersholm). Vanaf 1911 ging ze werken als journaliste, meer in het bijzonder voor de linkse pers en maakte ze zich sterk voor het vrouwenkiesrecht.
Wests eerste boek was een kritische biografie over Henry James (1916). Haar romandebuut kwam in 1918 met The Return of a Soldier, waarin ze de uitwerking van shell-shock op freudiaanse basis analyseert. In deze roman gaat ze ook in op de belevenissen in 1875 van Jeanne Merkus in Bosnië en Herzegovina en het toenmalige Vorstendom Servië. Daarna volgen nog tal van zorgvuldig geschreven romans, waarin ze blijk geeft van een groot vermogen om personages psychologisch te doorgronden. Het meest bekend is wel het semi-autobiografische The Fountain Overflows, (1957, De fontein stroomt over), waarin ze tevens een soort van cultuurhistorische beschrijving geeft van het eerste decennium van de twintigste eeuw.
Wellicht nog meer dan door haar romans vond West erkenning met haar kritische proza over vooral sociale en culturele onderwerpen. In Black Lamb and Grey Falcon (1941) beschrijft ze de culturele, politieke en historische achtergrond van de toenmalige Balkan aan de hand van een reis van zes weken door Joegoslavië in de lente van 1937. De New York Times Book Review noemde het 'de apotheose van het reisgenre'. In The Meaning of Treason (1949) ontleedt ze het fenomeen van de collaboratie, naar aanleiding van het proces tegen nazi-propagandist William Joyce. West was ook verslaggeefster bij de Processen van Neurenberg en doet daar later verslag van in A Train of Powder (1955).
West is de moeder van schrijver Anthony Panther West, geboren uit een relatie met schrijver H.G. Wells. De curieuze relatie tussen West en Wells werd door Anthony beschreven in zijn biografie over zijn vader: H.G. Wells: Aspects of a Life (Londen, 1984), zeer tot ongenoegen overigens van Rebecca in haar laatste levensjaren.
West werd in 1959 geridderd in de Orde van het Britse Rijk. Ze overleed in 1983, al geruime tijd kampend met een zwakke gezondheid en slechtziendheid.